# Dimitri Tarazi & Fils
Dimitri Tarazi & Fils (deutsch Dimitri Tarazi und Söhne), auch bekannt als Maison Tarazi, ist ein libanesisches Unternehmen in den Bereichen Design, Innenausbau und Möbelherstellung.

## Geschichte
Das Unternehmen wurde von Dimitri Tarazi 1862 in Beirut als Manufaktur und Grande Galerie gegründet und war ursprünglich auf die Herstellung und den Handel mit Objekten und Souvenirs im orientalischen Stil spezialisiert, für die es unter westlichen Reisenden und Pilgern eine große Nachfrage gab. Tarazi gründete Filialen in Jerusalem, Damaskus, Kairo und Alexandria. 1900 belieferte das Unternehmen die Hohe Pforte in Istanbul mit einem Thron für Abdülhamid II., gefertigt aus Zedernholz. 1916 trug Dimitri Tarazi & Fils zum Ausbau der Résidence des Pins in Beirut bei.
In den 1930er Jahren wurde das Haus von Tarazis Enkeln Alfred und Émile Tarazi geführt. Sie nahmen die Tradition bemalter Holztäfelung auf und gestalteten die Innenarchitektur zahlreicher Gebäude im Nahen Osten und Europa, so beispielsweise die Salons des Casino du Liban in Maameltein (Jounieh), des Palais Henri Pharaon in Beirut, oder des Hotel Byblos in Saint-Tropez.
1988 übernahm Michel Émile Tarazi die Leitung des Unternehmens. Das Unternehmen produziert in Einzelanfertigung für private und öffentliche Auftraggeber. Ein bedeutender Auftrag war die Restaurierung der Täfelungen in der Résidence des Pins, die heute als Botschaft Frankreichs im Libanon dient. Auch Möbel wurden für die Botschaft in Einzelanfertigung geliefert.
Ab 2001 übernahm Camille Tarazi (* 1974 im Libanon) erste Leitungsfunktionen an der Seite seines Vaters Michel Tarazi. Das Unternehmen veröffentlichte anlässlich seines 160. Firmenjubiläums im November 2015 das Buch Vitrine de l’Orient. Nach der Explosionskatastrophe im Hafen von Beirut am 4. August 2020 restaurierte das Unternehmen das Hauptportal des Palais Sursock-Cochrane sowie die Täfelungen und Glasmalereien im Sursock-Museum. Auch die Täfelungen im Restaurant Liza in Beirut wurden von Dimitri Tarazi & Fils wiederhergestellt.